# Calcio ai Giochi olimpici intermedi
Il torneo di calcio ai Giochi olimpici intermedi fu un'edizione non ufficiale del torneo olimpico di calcio.

## Squadre
Vi presero parte quattro formazioni che erano tutte selezioni cittadine, esse provenivano rispettivamente da: Copenaghen (Danimarca), Atene (Grecia), Salonicco e Smirne (entrambe facenti parte dell'Impero ottomano).
Il team composto da Smirne erano giocatori inglesi, francesi e armeni. La composizione della squadra di Salonicco era greca del gruppo degli "Amici delle Arti" (Omilos Philomuson, in seguito Iraklis Thessaloniki F.C.).
La squadra danese era una selezione di giocatori del Copenaghen Football Association.

## Avvenimenti
La finale venne segnata dal ritiro della selezione ateniese, deciso dopo l'umiliante primo tempo contro la selezione di Copenaghen. Gli organizzatori proposero agli ateniesi di giocare, assieme alle due squadre ottomane, un nuovo torneo per determinare la seconda classificata, ma rifiutarono e vennero definitivamente squalificati.
La finale per il 3º posto si trasformò, quindi, in un'inedita finale per il 2º posto che venne disputata tra la selezione di Smirne e quella di Salonicco, che accettarono la proposta degli organizzatori. L'incontro vide la vittoria netta della selezione di Smirne.
Il CIO, non riconoscendo i Giochi olimpici intermedi del 1906 come veri Giochi olimpici, non assegnò alcuna medaglia.

## Risultati

### Semifinali
| Atene 23 aprile 1906 | Copenaghen XI           | 5 – 1 | Smirne XI | Podilatodromio\| Arbitro: \| Drake, Giuseppe Pastore \| |
| Arbitro:             | Drake, Giuseppe Pastore |       |           |                                                         |

| Atene 23 aprile 1906 | Atene XI | 5 – 0 | Salonicco XI | Podilatodromio\| Arbitro: \| Andersen \| |
| Arbitro:             | Andersen |       |              |                                          |

### Finale
| Atene 24 aprile 1906 | Copenaghen XI | 9 – 0 | Atene XI | Podilatodromio\| Arbitro: \| Drake \| |
| Arbitro:             | Drake         |       |          |                                       |

### Finale per il 2º posto
| Atene 25 aprile 1906 | Smirne XI | 3 – 0 | Salonicco XI | Podilatodromio\| Arbitro: \| Andersen \| |
| Arbitro:             | Andersen  |       |              |                                          |

## Squadre
- Copenaghen XI: Viggo Andersen, Peder Pedersen, Charles Buchwald, Parmo Ferslev, Stefan Rasmussen, Aage Andersen, Oskar Nørland, Carl Pedersen (calciatore danese), Holger Frederiksen, August Lindgren, Henry Rambusch, Hjalmar Herup
- Smirne XI : Edwin Charnaud, Zareh Kouyoumdjian, Edouard Giraud, Jacques Giraud, Henri Joly, Percy de la Fontaine, Donald Whittal, Albert Whittal, Godfrey Whittal, Harold Whittal, Edward Whittal.
- Salonicco XI : Georgios Vaporis, Nikolaos Pindos, Antonios Tegos, Nikolaos Pentzikis, Ioannis Kyrou, Georgios Sotiriadis, Vasilios Zarkadis, Dimitrios Mikhitsopoulos, Antonios Karagionidis, Ioannis Abbot, Ioannis Saridakis.
- Atene XI: Panagiotis Vrionis, Nikolaos Dekavalas, Georgios Merkouris, Konstantinos Botasis, Grigorios Vrionis, Panagiotis Botasis, Georgios Gerontakis, Giōrgos Kalafatīs, Theodoros Nikolaidis, Konstantinos Siriotis, A. Georgiadis.